# Musikjahr 1540
Liste der Musikjahre

◄◄ | ◄ | 1536 | 1537 | 1538 | 1539 | Musikjahr 1540 | 1541 | 1542 | 1543 | 1544 | ► | ►►

Weitere Ereignisse
Dieser Artikel behandelt das Musikjahr 1540.

## Ereignisse
- Martin Agricola, der sich 1519 in Magdeburg als Musiklehrer niedergelassen und der Reformation angeschlossen hat, ist Kantor der zu einer einzigen städtischen Anstalt zusammengefassten Musikschulen. Neben seiner Lehraufgabe bemüht sich Agricola vor allem darum, der neuen protestantischen Bewegung eine eigene Kirchenmusik zu geben.
- Benedictus Appenzeller ist seit 1536 Sänger am habsburgischen Hof der Regentin Maria von Ungarn in Brüssel und seit 1537 Leiter der Chorknaben (maître des enfants).
- Jakob Arcadelt, der Sänger des Petersdoms in Rom ist, wechselt am 30. Dezember 1540 zur Capella Sistina, wo er (mit Unterbrechungen) bis Juni 1551 bleibt.
- Pietro Aron ist Mönch in einem Kreuzherrenkloster bei Bergamo.
- Pierre Attaingnant, der um 1527/1528 eine Variante des Notendrucks erfunden hat, die das Drucken in einem Arbeitsgang erlaubt, veröffentlicht von 1528 bis 1552 mehr als 50 Chansonsammlungen und einige „Tanzbücher“.
- Antoine Barbé hat – nach den Akten der Kathedrale von Antwerpen – von 1527 bis 1562 die Stelle des Kapellmeisters inne.
- Leonardo Barré, ein Schüler von Adrian Willaert in Venedig, ist seit 1537 Sänger der päpstlichen Kapelle in Rom. Diese Anstellung behält er bis 1555.
- Eustorg de Beaulieu, der an der Akademie von Lausanne Theologie studiert hat, legt 1540 vor dem Konsistorium seine Prüfung ab und wird Pfarrer in Thierrens und Moudon im Kanton Waadt.
- Arnold von Bruck ist seit der zweiten Jahreshälfte 1527 in Wien Kapellmeister des österreichischen Regenten Erzherzog Ferdinand (dem späteren König und Kaiser Ferdinand I.) und zwar als Nachfolger von Heinrich Finck. Diese Stellung behält er über 18 Jahre. Die Wiener Hofkapelle gilt als herausgehobene Institution in der österreichisch-habsburgischen Musikwelt, und als Leiter dieser Kapelle genießt Arnold von Bruck ein besonderes Ansehen.
- Joan Brudieu ist Kapellmeister der Kathedrale von La Seu d’Urgell. Diese Position behält er – mit Unterbrechungen – bis kurz vor seinem Tode 1591.
- Cornelius Canis ist im Jahr 1539 oder 1540 einer von 24 Kollegiat-Kanonikern an der Abtei St. Bavo in Gent. Im Rechnungsbuch des kaiserlichen Hofes vom 28. Dezember 1540 erscheint er an Stelle des in Ungnade gefallenen Nicolas Gombert als Mitglied der Hofkapelle von Kaiser Karl V.
- Pierre Certon wirkt seit dem Jahr 1529 in Paris an Notre-Dame.
- Francesco Corteccia steht seit dem Jahr 1539 im Dienst der Familie de’ Medici und bekleidet die Stelle des Kapellmeisters am Hofe des Herzogs Cosimo I.
- Jean Courtois ist Kapellmeister des Bischofs von Cambrai, Robert de Croy. Am 20. Januar 1540 macht Kaiser Karl V. auf dem Weg nach Gent einen Besuch in Cambrai, und zu diesem Anlass führen 34 Sänger der Kathedrale im bischöflichen Palast die Motette „Venite populi terrae“ von Jean Courtois auf, welche von ihm speziell dafür komponiert wurde.
- Thomas Crécquillon hat seit dem Jahr 1540 Kontakte zum Hof von Kaiser Karl V. Im Dezember dieses Jahres wird er in einer Pfründenliste drei Mal als „maistre de la chapelle“ aufgeführt, und zwar als Nachfolger von Adrian Thiebaut (dit Pickart) nach der Rückkehr des Hofs aus Spanien. Es ist möglich, dass er nach dem Weggang von Nicolas Gombert die Aufgabe des Leiters der Chorknaben übernommen hat.
- Ghiselin Danckerts ist seit 1538 Sänger der päpstlichen Kapelle in Rom. Er wird dieses Amt bis 1565 ausüben.
- Jehan Daniel ist bis ins Jahr 1540 Organist an der Kathedrale von Angers.
- Jean De Latre ist in den Jahren 1538 und 1539 Singmeister (maître de chant) des Kollegiatstifts Saint-Jean l’Evangeliste in Lüttich. Dies geht aus den Listen des Kollegiatstifts hervor. Weil die Listen vor und nach diesen Jahren verloren sind, ist es möglich, dass er schon vor 1538 und nach 1539 dort gewirkt hat.
- Sixt Dietrich begibt sich am 21. Dezember 1540 an die Universität Wittenberg, wo er Vorlesungen über Musik an der philosophischen Fakultät hält.
- Benedictus Ducis ist seit 1535 evangelischer Pfarrer in Schalkstetten. Er wird dieses Amt bis zu seinem Tod 1544 ausüben.
- Ludovicus Episcopius studiert seit 1538 an der Artes-Fakultät der Universität Löwen und wird dort 1541 als Theologe sein Studium abschließen.
- Wolfgang Figulus besucht vermutlich zwischen 1540 und 1545 die Schule in Frankfurt (Oder).
- Georg Forster ist in Heidelberg der Leibarzt von Pfalzgraf Wolfgang, Herzog von Zweibrücken.
- Die von Henry Fresneau überlieferten Kompositionen lassen den Schluss zu, dass er seit 1538 und bis 1554 in Lyon gewirkt hat.
- Antonio Gardano, der seit 1532 in Venedig lebt und hier einen Musikverlag und eine Druckerei gegründet hat, gibt zwischen 1538 und 1569 rund 450 Publikationen, vor allem Madrigale und geistliche Musik heraus. Von den noch 388 erhaltenen Drucken sind nur zwei nicht musikalischen Inhalts.
- Der wegen sexueller Vergehen an einem der Chorknaben in Ungnade gefallene Nicolas Gombert ist spätestens seit Dezember 1540 kein Mitglied der Hofkapelle von Kaiser Karl V. mehr. Cornelius Canis tritt seine Nachfolge an.
- Lupus Hellinck ist Succentor an der Liebfrauenkirche in Brügge und seit dem 17. Juni 1523 an der Hauptkirche St. Donatian, was mit den Aufgaben der Chorleitung und des Unterrichts der Chorknaben verbunden ist.
- Nikolaus Herman ist Kantor und Lehrer an der Lateinschule in St. Joachimsthal. Hier arbeitet er unter anderem mit Johannes Mathesius zusammen, der dort ab 1532 als Rektor der Schule und ab 1540 als Pfarrer amtiert.
- Gheerkin de Hondt, der von 1532 bis 1539 an der Kirche St. Jakob in Brügge als Singmeister tätig war, ist seit dem 31. Dezember 1539 Singmeister der Marienbruderschaft (Illustre Lieve Vrouwe Broederschap) in ’s-Hertogenbosch.
- Clément Janequin ist seit 1534 Kapellmeister der Kathedrale von Angers.
- Hans Kotter lehrt seit 1534 als Schulmeister in Bern.
- Hans Kugelmann, der in den Diensten des Hauses Fugger in Augsburg stand, ist seit 1524 Trompeter und Hofkomponist beim Markgrafen Albrecht in Königsberg. Parallel zu seiner Tätigkeit bei Hofe ist er von 1534 bis zu seinem Tode Kapellmeister der Kantorei. 1540 gibt er in Augsburg das Choralwerk Concentus novi trium vocum, Ecclesiarum usui in Prussia precipue accomodati heraus.
- Erasmus Lapicida, der um das Jahr 1521 vom Habsburger Erzherzog Ferdinand I. (Regierungszeit als Erzherzog 1521–1531) am Schottenkloster in Wien eine Präbende verliehen bekam, lebt dort die 26 restlichen Jahre seines Lebens.
- Jacotin Le Bel ist Mitglied der Hofkapelle des französischen Königs Franz I. Auf einer Liste der Gehaltsempfänger der Kapelle 1532/1533 erscheint er als haulte-contre und als chantre et chanoine ordinaire. Vom König bekommt er ein Kanonikat und eine Pfründe an der Kollegiatkirche Notre Dame in der Provinz Anjou. Jacotin verfasst mehr als 50 mehrstimmige Werke in über 100 Manuskripten und Drucken des 16. Jahrhunderts. 32 dieser Werke werden zwischen 1528 und 1553 von dem königlichen Notendrucker Pierre Attaingnant gedruckt.
- Georg Liban veröffentlicht in der Schrift De Musicae laudibus oratio als musikalische Beispiele acht vierstimmige Magnificat-Vertonungen und den gleichfalls vierstimmigen Satz des Psalms 114 In exitu Israel de Aegypto.
- Francesco Londariti wählt, wie sein Vater Nikolaos, die Klerikerlaufbahn und arbeitet an dessen Kirche bereits in jungen Jahren von 1537 bis 1544 als Organist. Die Unterstützung seines Vaters, die guten Beziehungen seiner Familie und sein außerordentliches Talent als Musiker ermöglichen, dass er als unehelicher Sohn eines Priesters nicht mit den derzeit üblichen Hindernissen konfrontiert ist und nicht nur zum Priester ordiniert, sondern auch mit dem Titel eines Apostolischen Protonotars und verschiedenen hohen kirchlichen Ämtern versehen wird, die mit einträglichem Grundbesitz und damit einigem Wohlstand verbunden sind.
- Stephan Mahu ist vielleicht schon seit Anfang der 1520er Jahre als Sänger und Posaunist Mitglied des Hofstaats von Königin Anna von Böhmen und Ungarn, der Ehefrau von Ferdinand I.
- Jachet de Mantua ist spätestens seit 1535 Magister der Kapellknaben und Kapellmeister an der Kathedrale St. Peter und Paul in Mantua.
- Francesco Canova da Milano ist seit 1535 in Rom als Lautenist und Violaspieler des Kardinals Ippolito de’ Medici und als Lehrer des Neffen von Papst Paul III., Ottavio Farnese, beschäftigt.
- Philippe de Monte ist um das Jahr 1540 in Neapel für einige Jahre Musiklehrer (praeceptor musicae) der Kinder des Bankiers Domenico Pinelli aus Genua.
- Cristóbal de Morales, der seit 1535 Sänger in der Sixtinischen Kapelle in Rom ist, unterbricht 1540/41 für rund ein Jahr seinen Dienst und kehrt nach Spanien zurück.
- Anton Musa ist seit 1536 Pfarrer in Rochlitz, ein Amt, das er acht Jahre lang ausübt.
- Luis de Narváez steht seit den 1520er Jahren im Dienst von Francisco de los Cobos y Molina (1477–1547), Komtur von León und Sekretär von Kaiser Karl V.; er lebt mit großer Wahrscheinlichkeit in Valladolid mit seinem Dienstherrn bis zu dessen Tod 1547.
- Hans Neusidler, dessen Familie wahrscheinlich aus der am Nordufer des Neusiedler Sees liegenden Stadt Neusiedl am See stammt, lebt in Nürnberg und veröffentlicht hier Ein newes Lautenbüchlein, mit vil schonen Liedern […] auch Teutsch und Welsche Tenz. […].
- Francesco Patavino ist in Treviso als Kapellmeister tätig.
- Nicolas Payen wirkt ab 1540 in der Hofkapelle von Kaiser Karl V. als clerc d’oratoire und chapelain des hautes messes.
- Matteo Rampollini steht in den Diensten der Medici.
- Claudin de Sermisy ist Mitglied der Hofkapelle von König Franz I. von Frankreich. Ab dem Jahr 1533 ist der Komponist als sous-maître über alle Musiker der königlichen Kapelle tätig; die administrative Leitung hat Kardinal François de Tournon, ein enger Vertrauter des Königs. Als sous-maître leitet de Sermisy die Aufführungen der etwa 40 erwachsenen Sänger und sechs Chorknaben, welche die königliche Kapelle während der 1530er und 1540er Jahre besitzt; darüber hinaus ist er für das Wohl der Knaben verantwortlich und hat die Aufsicht über die liturgischen und musikalischen Bücher der Kapelle. Er übt dieses Amt bis etwa 1553 aus.
- Tielman Susato ist seit 1531 Mitglied der Antwerpener Stadtmusikanten; er spielt die Instrumente Flöte, Blockflöte, Krummhorn, Feldtrompete und Posaune und hat vielleicht auch die abendlichen Andachten der Bruderschaft begleitet.
- Thomas Tallis ist seit 1532 und bis zur Auflösung des Klosters durch Heinrich VIII. im Jahr 1540 Organist an der Augustiner-Abtei Waltham nördlich von London.
- Philip van Wilder erreicht 1540 den Rang eines Gentleman of the Privy Chamber, eine Position am englischen Hof mit erheblichem Einfluss.
- Adrian Willaert ist seit dem 12. Dezember 1527 Domkapellmeister zu San Marco in Venedig. Der Komponist behält dieses Amt 35 Jahre lang bis zu seinem Tod; erst durch sein Wirken bekommt diese Stelle ihre in ganz Europa herausragende Bedeutung. Willaert ist der Nachfolger von Petrus de Fossis († vor dem 7. Juli 1526).
- Gioseffo Zarlino wird am 27. April 1540 capellini und mansionario der Scuola di San Francesco in Chioggia.
- Der polnische Kammerchor Capella Rorantistarum wird 1540/1543 von dem polnischen König und Großfürsten von Litauen Sigismund der Alte in Krakau an der Wawel-Kathedrale gegründet. Erster Leiter wird Nikolaus aus Posen. Als Sitz wird den Chormitgliedern das Domhaus auf dem Wawel zugewiesen.

## Instrumentalmusik

### Für Laute
- Hans Neusidler – Ein newes Lautenbüchlein, mit vil schonen Liedern […] auch Teutsch und Welsche Tenz, Nürnberg: Noten und Audiodateien im International Music Score Library Project

### Für Tasteninstrumente
- Gonzalo de Baena – Arte novamente inventada para aprender a tanger: Noten und Audiodateien im International Music Score Library Project

### Für verschiedene Instrumente
- Giulio Segni – Ricercar: Noten und Audiodateien im International Music Score Library Project
- Adrian Willaert – Ricercar tertius a 4: Noten und Audiodateien im International Music Score Library Project

## Vokalmusik

### Geistlich
- Benedictus Appenzeller – Motette Doleo super te Jesu zu vier Stimmen, Nürnberg
- Pierre Attaingnant (Hrsg.) – Missarum, Buch 3: Noten und Audiodateien im International Music Score Library Project
  - Pierre Certon: Missa Dulcis amica
  - Pierre Certon: Missa Ave sanctissima
  - Claudin de Sermisy: Missa Domine quis habitabit
- Georg Forster
  - Sieben Magnificat-Antiphonen zu vier Stimmen, Wittenberg
  - Selectissimarum mutetarum partim quinque partim quatuor vocum tomus primus, Nürnberg (mit 27 Motetten zu vier bis fünf Stimmen)
- Nicolas Gombert
  - Missa Sancta Maria succurre miseris zu vier Stimmen
  - In patientia vestra zu vier Stimmen
- Hans Kugelmann (Hrsg.) – Choralwerk Concentus novi trium vocum, Ecclesiarum usui in Prussia precipue accomodati, Augsburg
- Jachet de Mantua – Motetten Del primo libro de i motetti: Noten und Audiodateien im International Music Score Library Project
- Cristóbal de Morales – Missa Mille regretz: Noten und Audiodateien im International Music Score Library Project
- Girolamo Scotto (Hrsg.)
  - 5 Missae Moralis Hispani ac Jacheti: Noten und Audiodateien im International Music Score Library Project
    - Cristóbal de Morales – Missa L’homme armé: Noten und Audiodateien im International Music Score Library Project
    - Cristóbal de Morales – Missa de Beata Virgine: Noten und Audiodateien im International Music Score Library Project
    - Jachet de Mantua: Missa Hercules dux Ferrariae
    - Jacquet de Berchem: Missa Mort e merci
    - Jachet de Mantua: Missa Ferdinandus dux Calabriae

  - Missae cum 4 vocibus, Liber 1: Noten und Audiodateien im International Music Score Library Project
    - Cristóbal de Morales – Missa de Beata Virgine: Noten und Audiodateien im International Music Score Library Project
    - Jachet de Mantua: Missa Ave prima salus
    - Nicolas Gombert: Missa Sancta Maria
    - Jachet de Mantua: Missa In illo tempore
    - Jachet de Mantua: Missa de Mon triste desplaisir
- Tielman Susato – Musica donum Dei optime zu sechs Stimmen
- Verschiedene Komponisten – Psalmen Souterliedekens: Noten und Audiodateien im International Music Score Library Project
- Gaspar van Weerbeke
  - Motette Carmen Ave mater omnium: Noten und Audiodateien im International Music Score Library Project
  - Motette Carmen VIII toni: Noten und Audiodateien im International Music Score Library Project

### Weltlich
- Benedictus Appenzeller
  - Chanson Je ne scay pas comment zu sechs Stimmen, Nürnberg
  - Chanson Mins liefkins bruin oghen zu fünf Stimmen, Nürnberg
  - Chanson Tous les plaisirs que la terre zu sechs Stimmen, Nürnberg
  - Chanson La rousée du mois de may zu fünf Stimmen, Nürnberg (teilweise Appenzeller zugeschrieben, teilweise Jean Mouton, Antwerpen 1542, teilweise anonym)
- Pierre Attaingnant (Hrsg.) – 25 Chansons nouvelles, Livre 5: Noten und Audiodateien im International Music Score Library Project, darin:
  - Clément Janequin – O cruaulté: Noten und Audiodateien im International Music Score Library Project
  - Clément Janequin – Un jour Robin vint Margot empoingner: Noten und Audiodateien im International Music Score Library Project
- Jakob Buus – 1 Chanson zu vier Stimmen im Sammeldruck „Le Parangon des chansons. Sixiesme livre“, Lyon
- Josquin Desprez – La Spagne: Noten und Audiodateien im International Music Score Library Project
- Georg Forster
  - Der heilig Herr Sant Matheis zu vier Stimmen, Nürnberg
  - Der Ziegler auf der Hütten saß zu vier Stimmen, Nürnberg
  - Hoho lieber Hans zu vier Stimmen
  - Was Entelein, was Gänselein zu vier Stimmen
  - Wie kummt’s, daß ich so traurig bin? zu vier Stimmen
  - Zween Brüder zogen aus Schlauraffenland zu vier Stimmen
  - Der ander Theil, kurtzweiliger guter frischer teutscher Liedlein, zu singen vast lustig, Nürnberg (mit 71 Liedern zu vier Stimmen; 2. Auflage mit verändertem Titel und sieben zusätzlichen Liedern 1549, 3. Auflage 1553, vierte Auflage 1565)
- Johannes Galliculus – Magnificat quarti toni zu vier Stimmen, Wittenberg
- Jhan Gero
  - Madrigal Mentre che la mia Donna: Noten und Audiodateien im International Music Score Library Project
  - Madrigal Non fia ch'io tema mai più di morire: Noten und Audiodateien im International Music Score Library Project
- Nicolas Gombert
  - Chanson En l’ombre d’ung buissonet zu sechs Stimmen
  - Chanson Mille regretz zu sechs Stimmen
- Clément Janequin – 19 Chansons nouvelles a quatre parties, Livre 8, Paris: Pierre Attaingnant: Noten und Audiodateien im International Music Score Library Project
  1. Une gay bergier prioit une bergiere: Noten und Audiodateien im International Music Score Library Project
  2. Jehanneton fut l’aultre jour au marché: Noten und Audiodateien im International Music Score Library Project
  3. L’espoir confus a plus hault desirer: Noten und Audiodateien im International Music Score Library Project
  4. Il estoit une fillette: Noten und Audiodateien im International Music Score Library Project
  5. Guillot ung jour estoit avec Babeau: Noten und Audiodateien im International Music Score Library Project
  6. Secourez moy, je suys toute pleumeuse: Noten und Audiodateien im International Music Score Library Project
  7. Une belle jeune espousée: Noten und Audiodateien im International Music Score Library Project
  8. Ung jour robin vint margot empoigner
  9. Plus ne suys ce que j’ay esté: Noten und Audiodateien im International Music Score Library Project
  10. Baisez moy tost: Noten und Audiodateien im International Music Score Library Project
  11. M’amye a eu de Dieu le don: Noten und Audiodateien im International Music Score Library Project
  12. Sy celle la qui oncques ne fut myenne: Noten und Audiodateien im International Music Score Library Project
  13. Las qu’on congneust mon vouloir sans le dire: Noten und Audiodateien im International Music Score Library Project
  14. L’amour, la mort et la vie: Noten und Audiodateien im International Music Score Library Project
  15. O fortune n’estois tu pas contente: Noten und Audiodateien im International Music Score Library Project
  16. J’atens le temps ayant ferme espérance: Noten und Audiodateien im International Music Score Library Project
  17. Va rossignol, amoureux messager: Noten und Audiodateien im International Music Score Library Project
  18. Si comme il chiaro sole fier in un bel cristallo: Noten und Audiodateien im International Music Score Library Project
  19. Ou mettra l’on ung baiser favorable: Noten und Audiodateien im International Music Score Library Project
- Lorenz Lemlin – Der Gutzgauch auf dem Zaune saß: Noten und Audiodateien im International Music Score Library Project
- Giovan Tommaso di Maio – Io non posso piu soffrire: Noten und Audiodateien im International Music Score Library Project
- Mittantier – Chanson Moins je la veux plus m’en croît le désir: Noten und Audiodateien im International Music Score Library Project
- Gregor Peschin – Mich fretzt unglück so vast und hart: Noten und Audiodateien im International Music Score Library Project
- Pierre Sandrin – Helas, amy ie congnois: Noten und Audiodateien im International Music Score Library Project
- Ludwig Senfl – Ein Meidlein zu dem Brunnen ging: Noten und Audiodateien im International Music Score Library Project
- Unbekannter Komponist – Wolauff gut gsell von hinnen: Noten und Audiodateien im International Music Score Library Project
- Claudio Veggio – Madrigali a quattro voci, Venedig
- Philippe Verdelot – Tutti li madrigali del primo et secondo libro a quatro voci: Noten und Audiodateien im International Music Score Library Project
- Pierre de Villiers
  - Chanson Autant que moy heureuse pourrez estre: Noten und Audiodateien im International Music Score Library Project
  - Chanson Est il un mal si rigoureux au monde: Noten und Audiodateien im International Music Score Library Project
  - Chanson Je n’oserois le penser veritable: Noten und Audiodateien im International Music Score Library Project
  - Chanson Languissant suis attendant que fortune: Noten und Audiodateien im International Music Score Library Project
  - Chanson Preste moy l’ung de tes yeulx bien aprins: Noten und Audiodateien im International Music Score Library Project
  - Chanson Le veoir, l’ouyr, le parler, l’attoucher: Noten und Audiodateien im International Music Score Library Project
- Alfonso dalla Viola – Il secondo libro di madrigali, Ferrara
- Bon Voisin – Chanson Layras tu cela, Michault: Noten und Audiodateien im International Music Score Library Project

## Musiktheoretische Werke
- Georg Liban – De musicae laudibus oratio

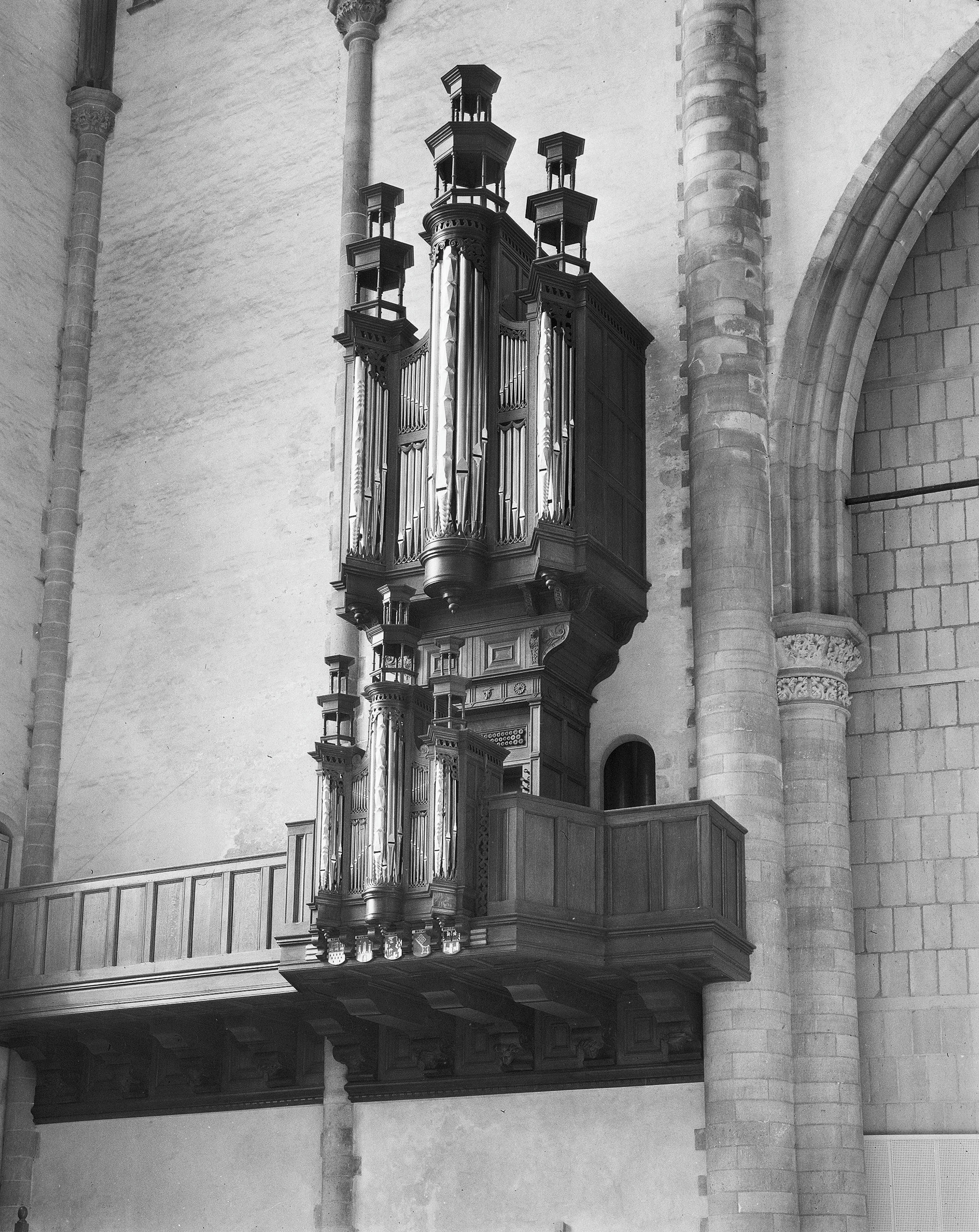
Orgel von Hendrik Niehoff in Rotterdam

## Instrumentenbau
- Hendrik Niehoff vollendet die Arbeiten an der Orgel der Laurenskerk in Rotterdam, die ursprünglich für die Bartholomäuskirche in Schoonhoven gebaut wurde.

## Geboren

### Geburtsdatum gesichert
- 26. Januar: Wolfgang Ammon, Pfarrer, Schriftsteller, Lieddichter und Lyriker († 1589)
- 20. Mai: Gasparo da Salò, italienischer Geigenbauer und Kontrabassist († 1609)

### Genaues Geburtsdatum unbekannt
- Giulio Cesare Barbetta, italienischer Lautenist und Komponist († 1603)

### Geboren vor 1540
- Hans ter Borch, niederländischer Geschütz- und Glockengießer († nach 1597)

### Geboren um 1540
- Giovanni Maria Artusi, italienischer Musiktheoretiker, Komponist und Schriftsteller († 1613)
- Vincenzo Bellavere, italienischer Komponist und Organist († 1587)
- Antoine de Bertrand, französischer Komponist († um 1581)
- Fabrice Marin Caietain, italienischer Kapellmeister und Komponist in Frankreich († um 1580)
- Jean de Castro, franko-flämischer Komponist und Kapellmeister († nach 1600)
- William Daman, frankoflämischer Musiker, Flötist, Organist und Komponist († 1591)
- Giovanni Andrea Dragoni, italienischer Kapellmeister und Komponist († 1598)
- Johannes de Fossa, franko-flämischer Komponist, Sänger und Kapellmeister († 1603)
- Marcin Leopolita, polnischer Komponist († 1589)
- Florentio Maschera, italienischer Komponist und Organist († um 1584)
- Giovanni Leonardo Primavera, italienischer Komponist, Dichter und Musikherausgeber († nach 1585)
- Johann Rasch, österreichischer Schriftsteller, Historiker, Genealoge, Kleriker, Organist und Buchhändler († 1612)
- Jakob Regnart, franko-flämischer Komponist, Sänger und Kapellmeister († 1599)
- Teodoro Riccio, italienischer Kapellmeister und Komponist († um 1603)
- Francesco Rovigo, italienischer Komponist und Organist († 1597)
- Franz Sales, franko-flämischer Komponist, Sänger und Kapellmeister († 1599)
- Michael Tonsor, deutscher Komponist, Kapellmeister, Chorleiter, Organist, Musikpädagoge und Sänger († um 1605 oder 1607)
- Matthäus Waissel, deutscher Pfarrer, Lautenist und Schriftsteller († 1602)

## Gestorben

### Genaues Todesdatum unbekannt

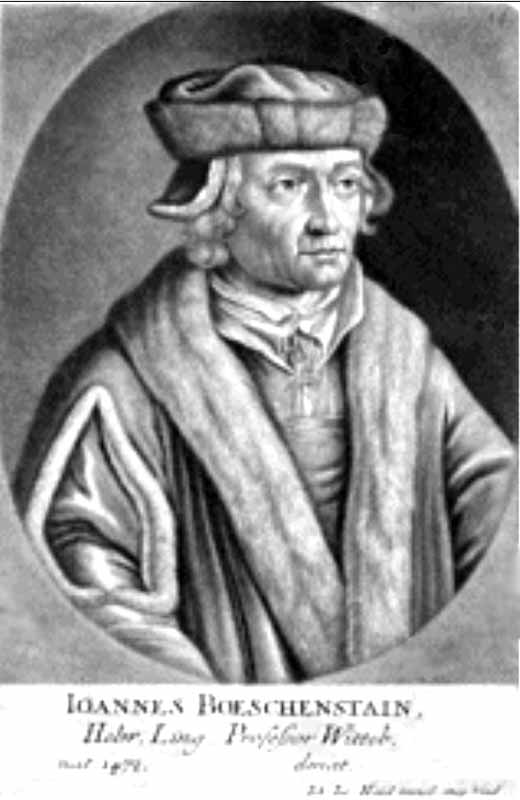
Johann Böschenstein

- Johann Böschenstein, deutscher Hebraist, Kirchenlieddichter und Mathematiker (* 1472)

### Gestorben um 1540
- Bernhard Bogentanz, deutscher Musiktheoretiker (* 1494)
- Carolus Souliaert, franko-flämischer Komponist (* unbekannt)

### Gestorben nach 1540
- Pierre Moulu, franko-flämischer Komponist und Kleriker (* 1484)